# Maria Himmelfahrt (Burgdorf)

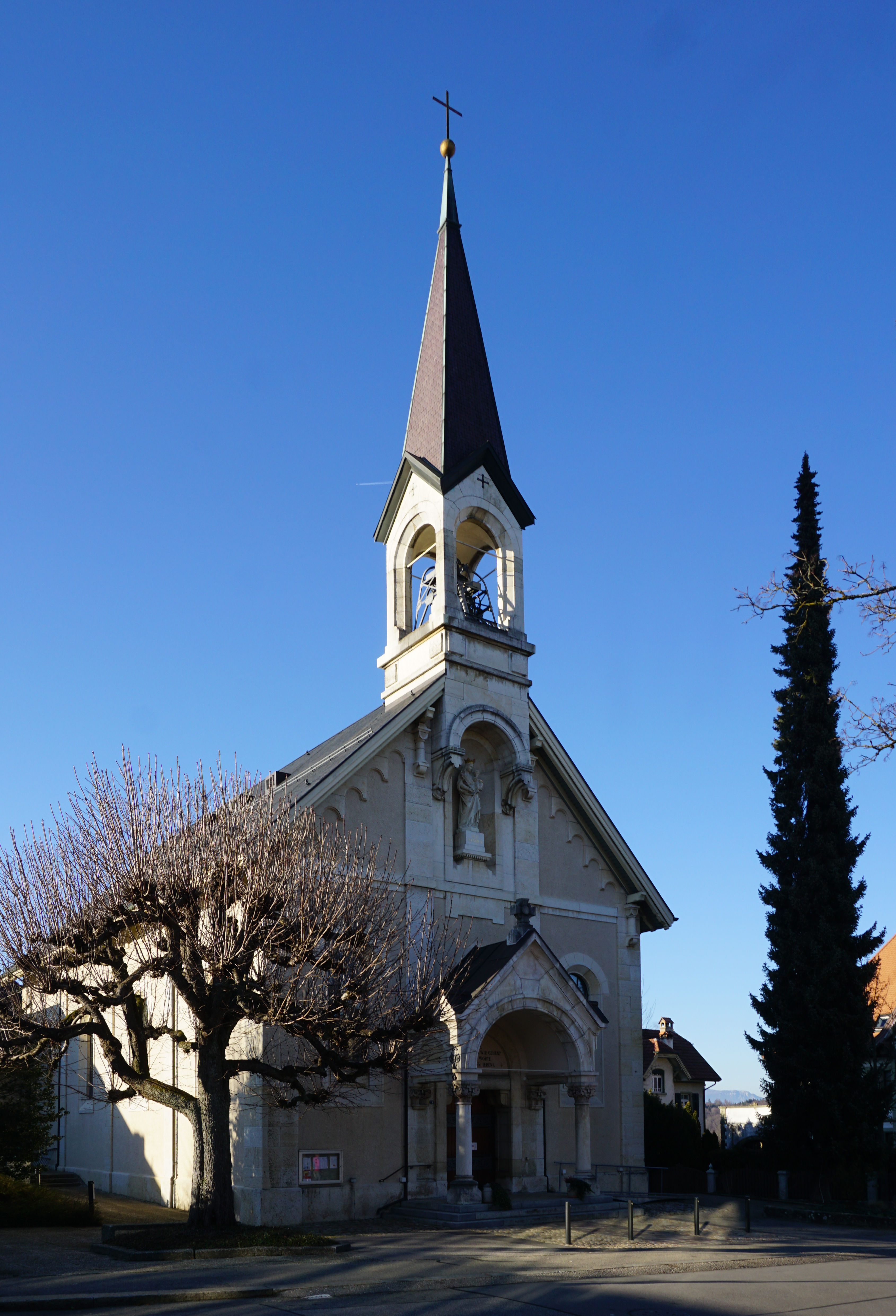
Burgdorf, Maria Himmelfahrt, Südecke

Die Kirche Maria Himmelfahrt ist die römisch-katholische Pfarrkirche in Burgdorf BE, der Kirchgemeinde Maria Himmelfahrt Burgdorf. Sie steht auf dem Gsteig-Hügel benachbart zum Technikum Burgdorf und ist als Kulturgut von regionaler Bedeutung registriert.

## Geschichte und Pfarreistruktur
Im 19. Jahrhundert wurde die römisch-katholische Pfarrei in Bern nach 400 Jahren wieder neu aufgebaut. Auch in der Missionsstation Burgdorf, im Saal des Restaurants «Metzgern», begann am 9. März 1884 mit einem ersten Gottesdienst, den Pfarrer Jakob Stammler aus Bern im Auftrag von Bischof Eugène Lachat mit 32 Katholiken feierte, der katholische Kultus. In 14-tägigem Rhythmus besorgten Priester aus Bern oder Thun in den folgenden 18 Jahren die sonntäglichen Gottesdienste. Am 15. August 1897 erhielt die Region Burgdorf mit Pfarrer Louis Rippstein einen eigenen Seelsorger. Laut Chronik betreute er 96 katholische Familien mit 34 Unterrichtskindern, dazu die italienischen «Fremdarbeiter» sowie die Insassen des Frauengefängnisses in Hindelbank, der Erziehungsanstalt in Trachselwald und der Besserungsanstalt auf dem Thorberg. Der Pfarreiumfang betraf ein grossräumiges Gebiet mit 90 politischen Gemeinden zwischen Zollikofen und Aarwangen sowie zwischen Biberist und Trub. Ohne Kirche, ohne Wohnung, ohne Geld und ohne Auto baute der Pfarrer die Pfarrei auf.
1899 wurde der katholische Kultusverein Burgdorf gegründet und noch im gleichen Jahr wurde westlich des Technikums ein Kirchenbauplatz erworben. Als Architekt wurde der von 1893 bis 1907 am Technikum tätige Lehrer Armin Stöcklin beauftragt und im März 1901 das Baugesuch eingereicht. Die Kirche konnte auf Mai 1902 vollendet werden. Ende 1903 erhielt der Turm sein Geläut und Ostern 1905 weihte der mittlerweile Bischof gewordene Jakobus Stammler die Kirche auf den Namen Himmelfahrt Mariä. -Das gleichzeitig gebaute Pfarrhaus entstand 1902.
In der weitläufigen Pfarrei wurden nach und nach Pfarr-Rektorate in Langnau, Utzenstorf, Konolfingen und Münsingen gebildet. Langenthal wurde 1925 eine eigene Pfarrei. Anfang 1970 teilte sich die Kirchgemeinde, abgetrennt wurden die neuen Kirchgemeinden Auferstehung Konolfingen, Heilig Kreuz Langnau, St. Johannes Münsingen und St. Peter und Paul Utzenstorf.
Am 1. März 2015 errichtete Bischof Felix Gmür den Pastoralraum Emmental mit Burgdorf, Langnau und Utzenstorf und der Missione Cattolica. Aktuell umfasst die Kirchgemeinde Burgdorf gemäss Beschluss des Grossen Rats des Kantons Bern:
- die Gebiete der Einwohnergemeinden Burgdorf, Hasle bei Burgdorf mit Goldbach und Schafhausen, Heimiswil mit Kaltacker, Hindelbank, Krauchthal mit Hettiswil, Lützelflüh, Lyssach, Mötschwil, Oberburg, Rüegsau, Rumendingen, Rüti bei Lyssach und Wynigen;
- vom Verwaltungskreis Bern-Mittelland die Einwohnergemeinde Bäriswil.[3]

In den 1960er Jahren war ein Neubau geplant. Die Kirchgemeindeversammlung genehmigte 1966 einen Bebauungsplan der Parzelle, der den Abbruch von Pfarrhaus und Kirche vorsah. 1967 bis 1972 errichtete man ein Kirchgemeindehaus und ein neues Pfarrhaus. Der projektierte Kirchenneubau nach Plänen des Burgdorfer Architekten Adrian Keckeis wurde jedoch von der Kirchgemeindeversammlung vom 5. Mai 1981 abgelehnt. Dagegen genehmigte am 3. Juni 1985 die gleiche Instanz das Restaurierungsprojekt für den Altbau.

## Baubeschreibung

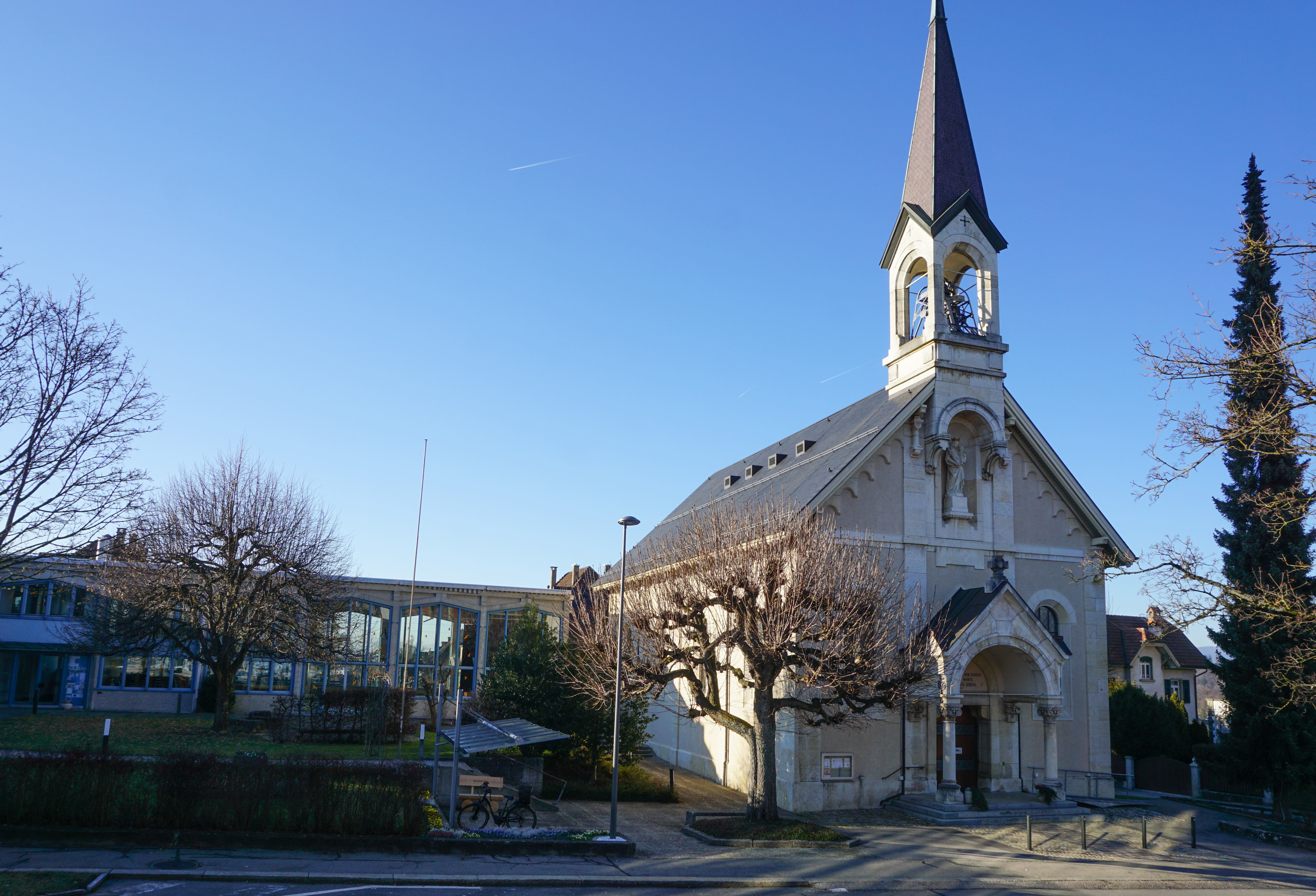
Maria Himmelfahrt mit Pfarrsaal

Die Lage der Marienkirche auf dem «Gsteig» in der Nachbarschaft von Schloss, Kirche, Pfarrhaus und Technikum ergänzt die Reihe der Monumentalbauten auf der Hügelkante der Stadt. Der Bau wurde entgegen der Tradition mit der Eingangsfassade an der Ostseite zur Strasse ausgerichtet. Der Architekt Stöcklin plante einen Rechtecksaal mit einem Grundriss von etwa 23,5 × 11 m, an den er einen eingezogenen, quadratischen Chor mit einer halbrunden Apsis anfügte. Die Baumeisterarbeiten wurden von Gribi & Cie. Burgdorf ausgeführt. Der einfache Saalbau ist mit einem Satteldach überdacht. Aussen und innen gliedern im Putz geformte Lisenen vier Joche mit je einem großen Rundbogenfenster. Die Hauptfassade teilen vier Lisenen in drei Abschnitte, im mittleren ist der neuromanische, ziboriumsartige Portalvorbau aus Haustein vorgestellt. Eine Marienfigur steht in einer Nische im Giebelfeld, darüber ist der offene Giebelreiter mit Spitzhelm aufgebaut. Der Besenwurfverputz und entsprechend gelblich getönte Putzlisenen sowie der Jurastein der Einfassungen und Hausteinteile geben dem Bau ein harmonisch einheitliches Aussehen.

### Innenraum und künstlerische Ausstattung

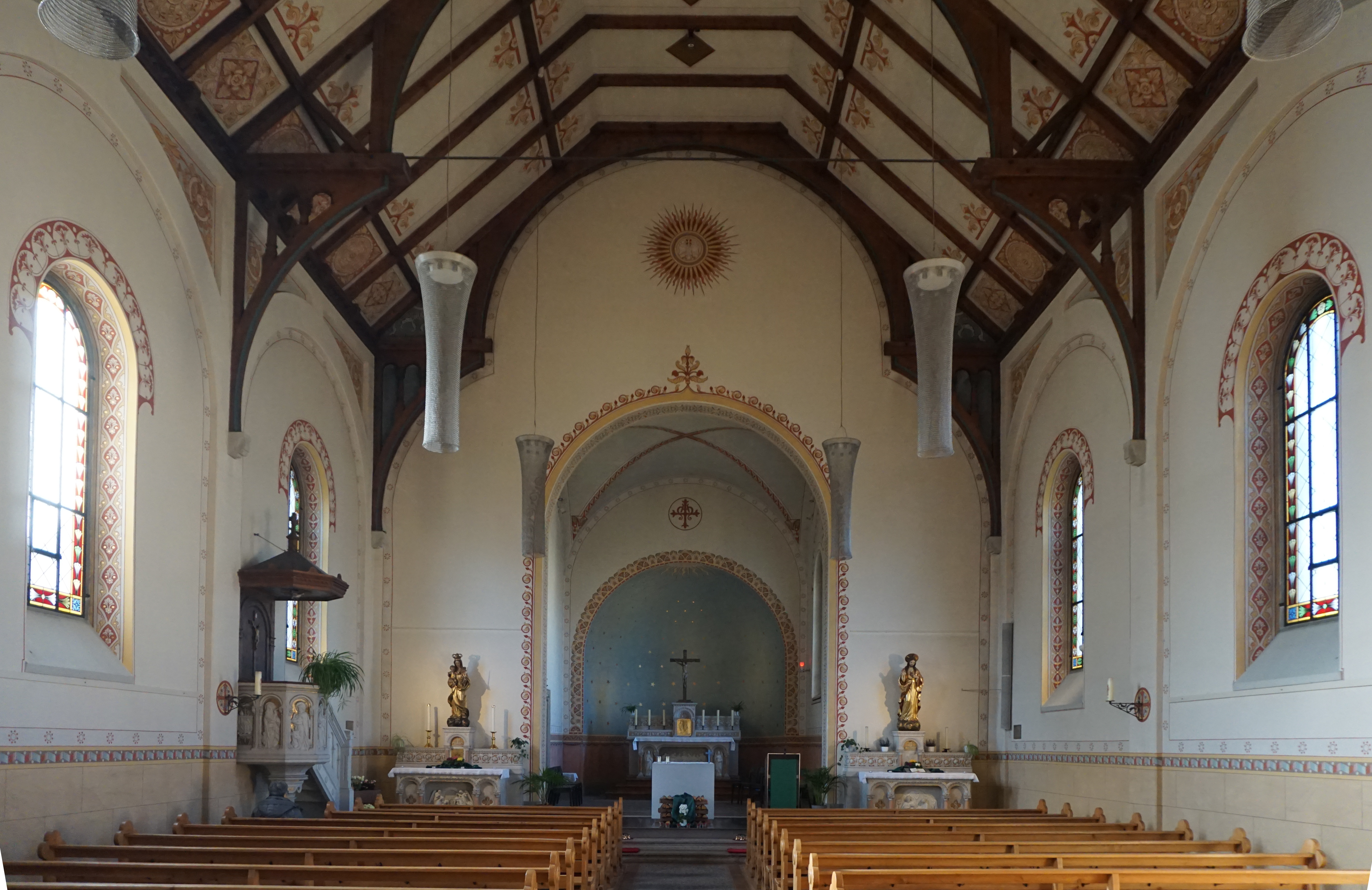
Maria Himmelfahrt Innen

Das Doppelflügelportal aus Eichenholz ist mit geschmiedeten Beschlägen aus geschwungenen Blattranken verarbeitet. Wie aussen sind auch im Inneren die Raumwände in Joche unterteilt. Die Lisenen bilden grosse, zum Dachfuss reichende Blendbogen und mit den fünf Bogenbindern des offenen Dachstuhls unterstreichen sie die jochweise Raumgliederung. Die auf langen Stichbalken ruhenden Binder, mit geschwungenen Knaggen laufen in der Kämpferzone der Fenster aus. Der eingezogene Chor hat ein Kreuzgratgewölbe und eine Apsis mit einer abschliessenden Kalotte.
Die durch die Dekorationsmalerei betonte Raumgliederung zwischen den Bogenbindern wurde bei der Umgestaltung in den 1960er Jahren überstrichen. 1987 wurde die Kirche innen und aussen renoviert und anschliessend unter Denkmalschutz gestellt. Bei den jüngsten Renovierungen wurde innen eine dünne Isolationschicht an den Aussenwänden angebracht und darauf wurden die ursprünglichen Dekorationsmalereien durch den Restaurator Walter Ochsner weitgehend originalgetreu wieder hergestellt. Ausser den drei Marmoraltären, die beim Bau der Kirche von der Firma Schmidt & Schmidweber Dietikon (genannt Marmori) geliefert wurden, ist noch die neuromanische Stuckkanzel aus der gleichen Werkstatt erhalten. Ebenfalls erhalten ist der Taufstein in Form eines Würfelkapitells. Neu gestaltet wurde der Chorraum durch den St. Galler Künstler Hans Thomann. Er setzte einen neuen würfelförmigen Altar aus mattiertem Plexiglas auf einer geschliffenen Chromstahlplatte an die Chorstufen. Mit dem ebenfalls aus Chromstahl gefertigten Ambo und der Osterkerze integriert sich der neue liturgische Bereich in die vorhandene Ausstattung. Der alte Hochaltar wurde in die Apsis zurückversetzt und so entstand mit variabler Bestuhlung im Chor ein Gottesdienstraum für kleinere Gruppen.
Der Windfang im Eingangsbereich und der daneben eingerichtete Raum der Stille wurden ebenfalls von Hans Thomann gestaltet. Mit den ornamental bemalten Fenstern, den alten Kirchenbänken und der mit Blendarkaden verzierten Emporenbrüstung blieb die allgemeine Stilrichtung der Jahrhundertwende um 1900 erhalten.

### Turm und Glocken
Der Glockenturm ist als Dachreiter an der Giebelfassade aufgesetzt. Am Neujahrstag 1904 erklangen zum ersten Mal die drei Glocken, die 1865 bei H. Rüetschi in Aarau gegossen und als Occasion von der Pfarrei Fulenbach erworben wurden. Die grosse Glocke trägt die Inschrift «VIVOS VOCO» («Die Lebenden rufe ich»), die mittlere Glocke ist bezeichnet mit «MORTUOS PLANGO» («Die Toten beweine ich») und die kleine Glocke mit «ORA PRO NOBIS» («Bitte für uns»).

## Orgel

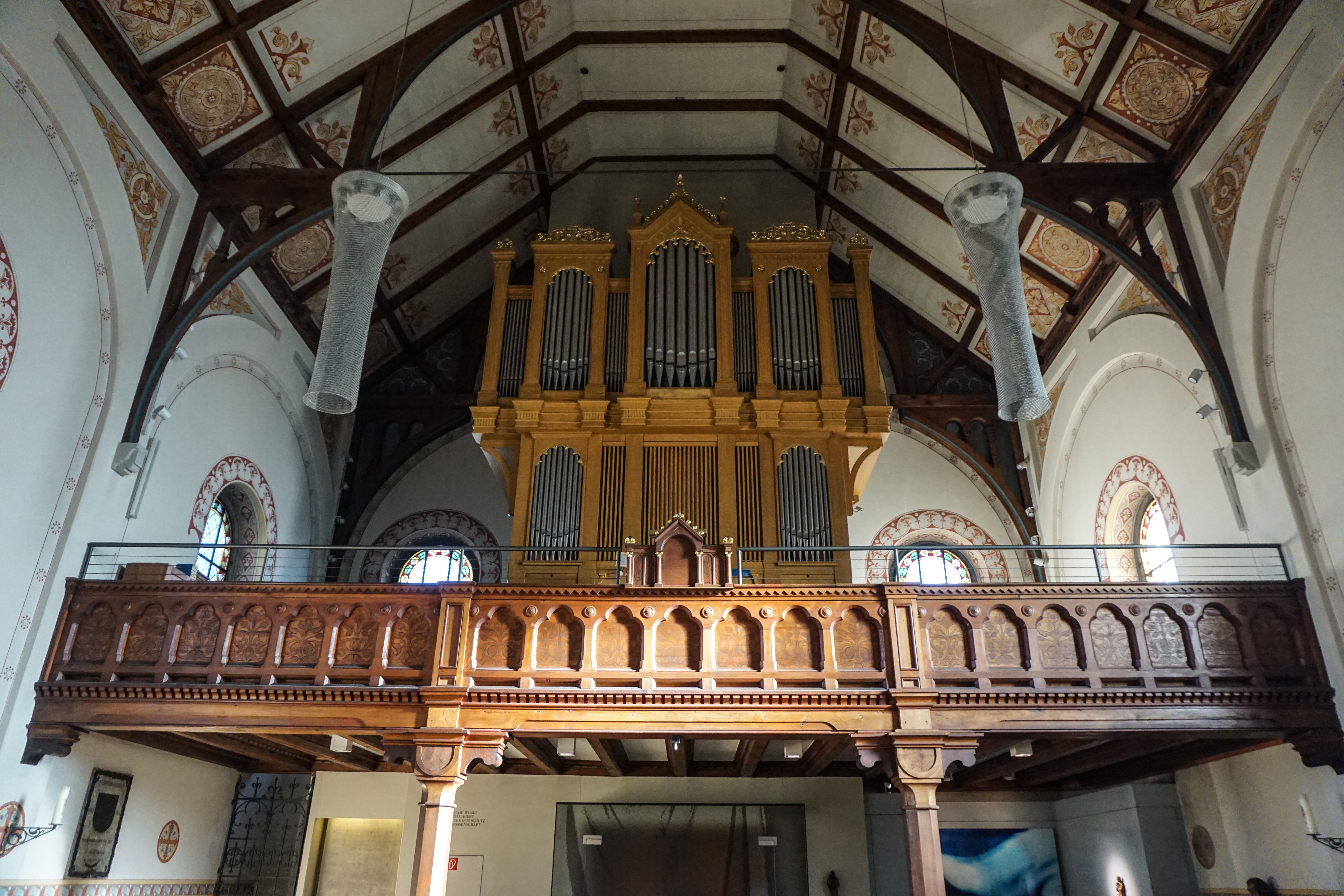
Maria Himmelfahrt Empore und Orgel

Auf der Empore wurde 1924 eine aus Ballwil angekaufte und vergrösserte Orgel aufgestellt. 1988 baute Jean-Daniel Ayer Sàrl, Orgelbau Vauderens  eine neue Orgel mit 2 Manualen und Pedal. 2011 wurde das Instrument nach der Renovation der Kirche revidiert. Es besitzt 28 Register mit mechanischer Spiel- und Registertraktur sowie Schleifladen.
| I Hauptwerk (Grand orgue) C–g3 |       |
| Bourdon                        | 16′   |
| Montre                         | 8′    |
| Flùte harmonique               | 8′    |
| Flûte à cheminée               | 8′    |
| Prestant                       | 4′    |
| Flûte ouverte                  | 4′    |
| Nasard                         | 2 ⁄3′ |
| Doublette                      | 2′    |
| Fourniture                     | 1 ⁄3′ |
| Cornet                         | 8′    |
| Trompette                      | 8′    |

| II Positiv (Schwellwerk) C––g3 |              |
| Flûte                          | 8′           |
| Suavial                        | 8′           |
| Viole d’amour                  | 8′           |
| Voix céleste                   | 8′           |
| Fugara                         | 4′           |
| Flûte traversière              | 4′           |
| Sesquialter                    | 2 ⁄3′+1 3⁄5′ |
| Flageolet                      | 2′           |
| Plein-jeu                      | 2′           |
| Basson                         | 16′          |
| Trompette harmonique           | 8′           |
| Tremblant                      |              |

| Pedal C–f1  |     |
| Soubasse    | 16′ |
| Oktavbass   | 8′  |
| Violoncelle | 8′  |
| Choralbass  | 4′  |
| Bombarde    | 16′ |
| Trompette   | 8′  |

- Koppeln: II/I, I/P, II/P
- Combinateur électronique